# Tervezőpóker

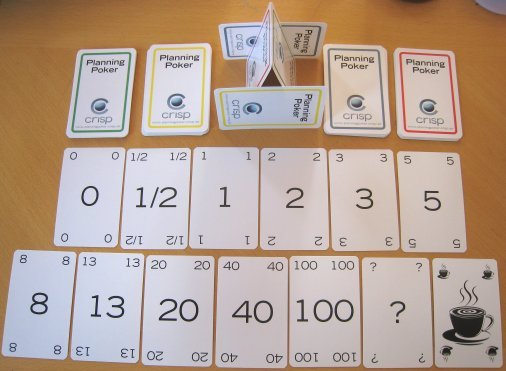
Tervezőpóker pakli

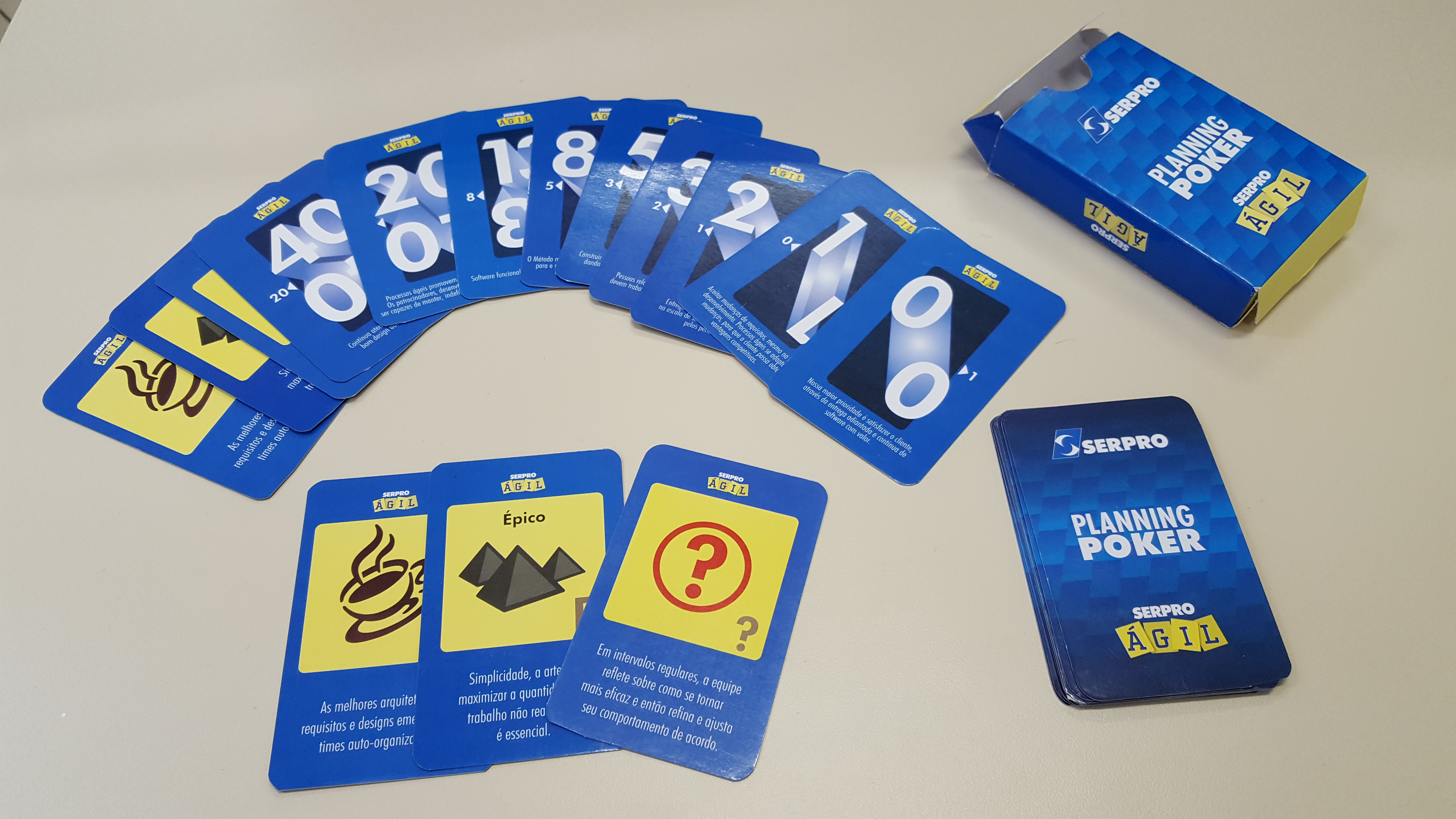
Tervezőpóker pakli

A tervezőpóker vagy Scrum-póker egy egyetértésen alapuló játékos technika, amit arra használnak, hogy felbecsüljék a szoftverfejlesztési célok eléréséhez szükséges erőfeszítéseket. A tervezőpókerben a csapattagok nem beszélgetés során mondják el a becsléseiket, hanem egy számot tartalmazó kártyát tesznek le az asztalra lefordítva. Miután mindenki letette a kártyáját, azokat megfordítják és a becsléseket megbeszélik. Ezzel a módszerrel úgy teszik meg a becsléseiket a csapattagok, hogy nem befolyásolja őket a csapat tagjainak véleménye.
A tervezőpóker a szélessávú dephi módszer egyik változata. Leginkább az agilis szoftverfejlesztésben használják, különösen a Scrum és az Extrém Programozás esetén.
A tervezőpóker kifejezést először James Greening használta 2002-ben. A megnevezést későbbiekben Mike Cohn népszerűsítette az „Agile Estimating and Planning” című könyvében. Mike Cohn cége védjegy alá vette a kifejezést, és a hozzá kapcsolódó online szolgáltatást.

## A tervezőpóker folyamata

### Alapvető indok
A tervezőpóker használatának oka a többi résztvevő befolyásolásának elkerülése. Ha kimondanak egy becslést, akkor az úgy hangozhat mint egy jótanács, és befolyásolhatja a többi résztvevő gondolkodását. A tervezőpóker arra kényszeríti a csapattagokat, hogy egymástól függetlenül gondolkozzanak és egyidejűleg hozzák nyilvánosságra a becslésüket.

### Segédeszközök
A tervezőpókerhez több pakli számozott kártya és egy időzítő szerkezet szükséges. Az időzítő feladata, hogy pontosan be lehessen osztani az időt, amit a becslésekre és a megbeszélésre lehet szánni.
A tervezőpóker során a kifejlesztésre váró szoftverek fejlesztési feladatainak, azaz a felhasználói történeteknek az elkészítési idejét próbálják megbecsülni.
A kártyák nagy részére számok vannak írva. Egy tipikus pakli a Fibonacci-sorozat elemeit és a nullát tartalmazza: 0, 1, 2, 3, 5, 8, 13, 21, 34, 55, 89. Egyéb paklik is növekvő számsorozatokat tartalmaznak, de a sorozat elemei folyamatosan duplázódnak (például 1, 2, 4, 8, stb…).
Azért használják a Fibonacci-sorozat elemeit sima növekvő számok helyett, mert az egyenlő különbségű értékekben gondolkodva a becslések elvégzése hibás eredményt adhat. Például adott egy olyan feladat, ami például 5-ös értékhez képest kétszer olyan sok erőfeszítést igényel. Ezt a feladatot vagy kicsivel kevesebb (8), vagy kicsivel több mint a dupla értékkel (13) szükséges kiértékelni.
Számos kereskedelmi forgalomban levő pakli használja a következő sorozatot: 0, ½, 1, 2, 3, 5, 8, 13, 20, 40, 100, opcionálisan egy kérdőjel (nem lehetséges megbecsülni), egy végtelen jel (a feladatot nem lehetséges megoldani) és egy kávé rajz (kávészünet kérése). Azért nem a Fibonacci-sorozat számait használják a 13-as szám után, mert nagyon megalapozott vélemény szükséges ahhoz, hogy valaki 21-et becsüljön 20 helyett. Az értékek kerekítése a becslés bizonytalanságát jelöli. Néhány szervezet sztenderd kártyapaklikat használ, amiben van ász, király, stb… Ez esetben a király azt jelenti, hogy ez a feladat túl nagy, vagy túl komplikált a becsléshez.
Okostelefonokra telepített alkalmazásokat is lehet használni fizikai kártyapaklik helyett. Amikor a csapat nem egy helyen van, együttműködő szoftvert használnak a becslések beírására, és a becslést követő megbeszélésre.

### Eljárás
A becslési megbeszélésen minden becslő kap egy pakli kártyát. Minden pakli azonos lapokat tartalmaz.
A megbeszélés az alábbiak szerint zajlik:
- A moderátor vezényli a megbeszélést, ő maga nem vesz részt a tervezőpókerben.
- A terméktulajdonos röviden összefoglalja azt a feladatot, amit fel kell becsülni. A csoportnak lehetősége van kérdéseket feltenni, és megbeszélni a feltételezéseket és a kockázatokat. A megbeszélés összefoglalását a moderátor rögzíti.
- Minden csoporttag letesz egy kártyalapot számmal lefelé az asztalra. Ezzel kinyilvánítja a becslését. A szám mértékegysége változó lehet, jelenthet napokat vagy sztori pontokat. A megbeszélés során a befolyásolás elkerülése miatt nem szabad számokat említeni.
- Mindenki egyidejűleg fedi fel a lapjait azzal, hogy átfordítja az asztalon.
- A legmagasabb és legalacsonyabb értéket becslők megindokolhatják a döntésüket.
- Addig ismétlik a becslő folyamatot, amíg nem születik egyetértés. A moderátor segíthet elérni az egyetértést a csoporton belül.
- A megbeszélés strukturáltságának biztosítása érdekében a moderátor vagy a terméktulajdonos beállíthat jelzéseket egy időzítővel. Amikor letelik egy adott időintervallum, akkor a megbeszélés véget ér, és elkezdődik egy újabb kör póker.

Minél magasabb számú kártyát választ ki egy fejlesztő, annál nagyobb a bizonytalansága a becslést illetően. Egy 6-os kártya kiválasztásánál át kell gondolnia, hogy mennyire biztos a becslése. Amennyiben magabiztosabb választhat 5-öst, de ha nagyobb a bizonytalansága, akkor választhatja a 8-as kártyát.

## Előnyök
Moløkken-Østvold és Haugen tanulmánya szerint a tervezőpóker alkalmazásával pontos becsléseket tudtak készíteni a feladatok elkészítési idejére vonatkozólag, de egy független programozó által készített becslések is ugyanilyen pontosak voltak. A tervezőpóker során megvitatott feladatok elvégzése több ideig tartott, mint azok a feladatok, amik nem kerültek megbeszélésre. A megbeszéléséken megvitatott feladat során több kód törlés történt, ami azt jelenti, hogy a tervezőpóker miatt jobban odafigyeltek a kód minőségére. A tanulmányban résztvevők szerint a tervezőpóker hatékony gyakorlat volt a csoport koordináció megkönnyítése és az implementációs stratégiák megbeszélése során.